# Zyklon B
Pour le groupe de rock, voir Evil Skins.
Pour les articles homonymes, voir Zyklon.

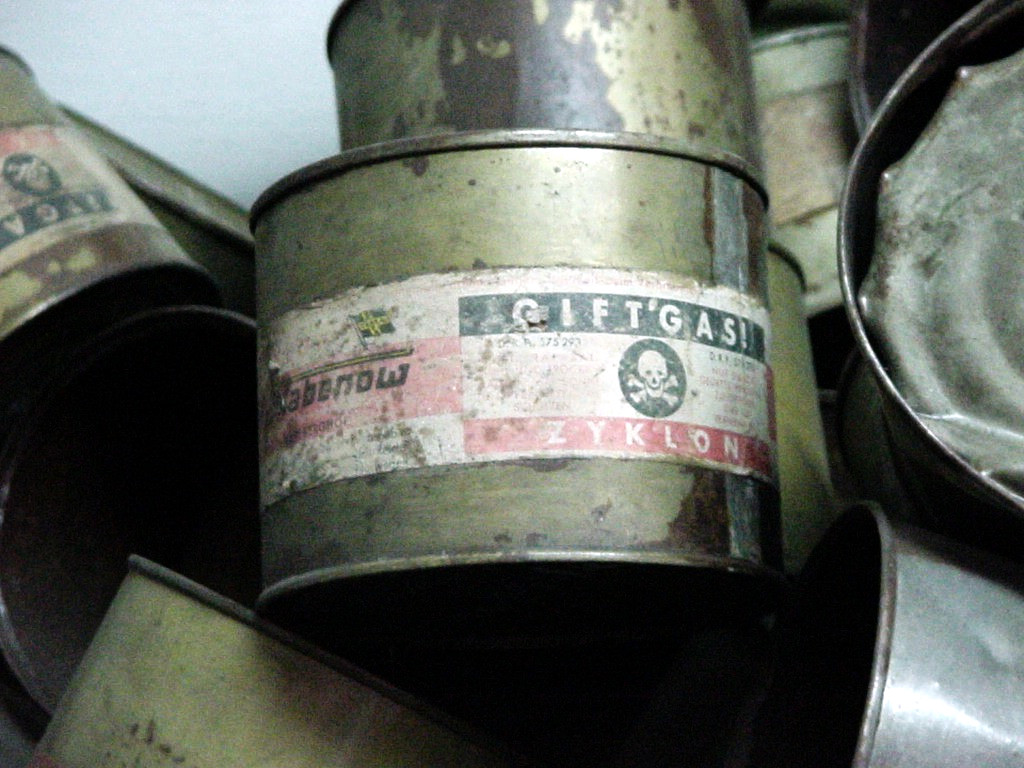
Récipients de Zyklon B exposés à Auschwitz.

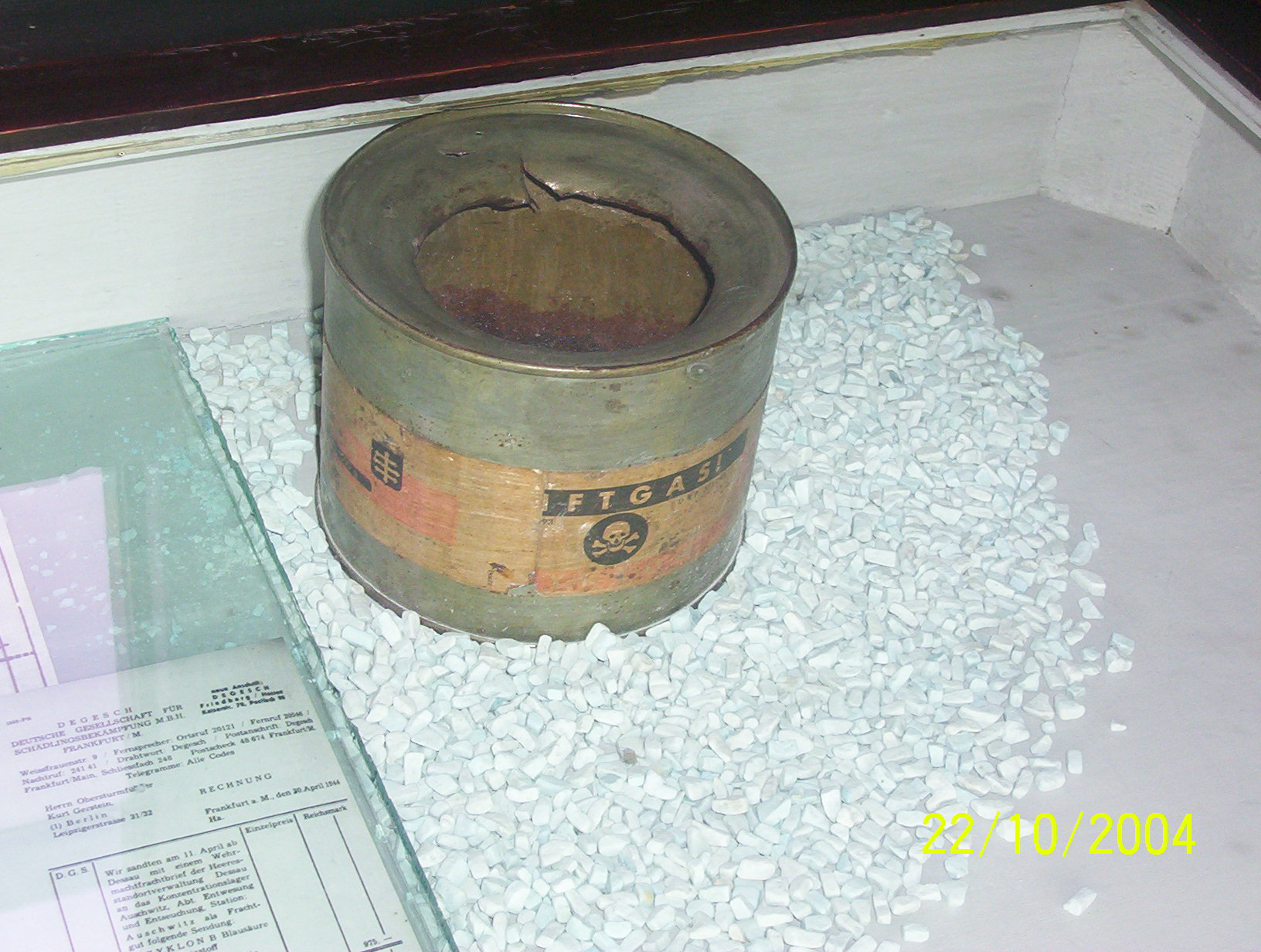
Boîte utilisée de Zyklon-B (Musée national Auschwitz-Birkenau).

Le Zyklon B (en allemand : /ˌt͡sykloːn ˈbeː/,, ? Écouter [Fiche]) est un insecticide à base d'acide cyanhydrique breveté par le chimiste Walter Heerdt (ancien collaborateur de Fritz Haber) et produit par la firme allemande Degesch.
Durant la Seconde Guerre mondiale, les nazis l'utilisent dans les chambres à gaz des centres d'extermination : les premiers essais homicides sont effectués dans le bloc 11 d'Auschwitz I sur des prisonniers de guerre soviétiques, mais la plupart des victimes du Zyklon B ont été les Juifs et Tziganes d'Europe assassinés durant la Seconde Guerre mondiale.
Conçu comme pesticide, le Zyklon B n'a jamais été utilisé comme gaz de combat, en raison de sa trop faible densité, qui entraîne sa dispersion aléatoire au moindre souffle de vent. Son utilisation comme pesticide agricole n'est pas attestée en 1935.

## Propriétés
Connu depuis l'Antiquité, au moins pour ses propriétés métallurgiques, le cyanure d'hydrogène (ou acide prussique, Blausäure en allemand, de formule chimique H-C≡N) est un gaz toxique, rapidement mortel à de faibles concentrations.
Le cyanure d'hydrogène est un gaz qui tue par anoxie.
Avec un point d'éclair de −17,8 °C (coupelle fermée), il est extrêmement inflammable. Il peut former des mélanges explosifs avec l'air et ses limites d'explosivité sont de 5,6 et 41 % en volume.

## Histoire
Le Zyklon (en allemand : cyclone) est breveté et produit durant la Première Guerre mondiale par le Technischer Ausschuss für Schädlingsbekämpfung (TASCH), ou Comité technique de lutte contre les ravageurs, comme agent contre les cochenilles et autres ravageurs de récoltes. À partir de TASCH est créée Degesch, qui joue un rôle important dans la fabrication du Zyklon B durant la Seconde Guerre mondiale.
De nombreuses firmes allemandes ont des intérêts dans Degesch mais, finalement, elles les vendent au géant Degussa au début des années 1920. Degussa développe à partir de 1922 le procédé de fabrication du Zyklon B en cristaux, celui qui est utilisé durant la Seconde Guerre mondiale. Pour trouver des capitaux, Degussa vend une partie de son contrôle sur Degesch à IG Farben (fondée par rapprochement concerté des sociétés chimiques BASF, Bayer et Agfa) en 1930, chacune des sociétés possédant 42,5 % du capital[Information douteuse], le reste étant détenu par la Th. Goldschmidt AG d'Essen. Le rôle de Degesch se limite alors à l'acquisition de brevets et des propriétés intellectuelles, mais elle ne fabrique pas le Zyklon B.
Le Zyklon B est utilisé par les nazis dans les chambres à gaz des camps d'extermination d'Auschwitz et de Majdanek pour y tuer plus d'un million de personnes. Il est constitué d'un substrat, la terre d'infusoires (Kieselgur en allemand), terre naturelle riche en silice, à fine granulométrie, utilisée pour son haut pouvoir d'absorption (ou encore de cristaux de gypse sous la nomination Erco), d'acide cyanhydrique, d'un stabilisant et d'un parfum (pour rendre détectables les fuites). Il est conservé dans des conteneurs métalliques étanches. Au camp de Natzweiler-Struthof, Joseph Kramer utilise des sels hydrocyaniques comme le cyanure de calcium, qui, mélangé à de l'eau, dégage de l'acide cyanhydrique. Concernant le Zyklon B, le substrat dégage du cyanure d'hydrogène gazeux. La lettre B correspond à un taux de concentration dans une gamme du moins au plus concentré allant de A à F, cette gamme de Zyklon étant vendue par la société Testa qui avait pour seuls clients la SS et la Wehrmacht. Le Zyklon A est la version originale du produit sous forme liquide mise au point par Ferdinand Flury et Albrecht Hase.
La fabrication est à la charge de la Dessauer Werke für Zucker und Chemische Industrie à Dessau qui achète le stabilisant à IG Farben, le parfum de sécurité à Schering AG et l'acide prussique à Dessauer Schlempe et assemble le tout pour réaliser le produit final. L'acide prussique est extrait du sous-produit de purification du sucre de betterave. De 1943 à 1945, les Kaliwerke de la ville de Kolin an der Elbe (Bohême-Moravie) fournissent l'acide prussique à Dessauer Werke. Quand le Zyklon B commence à être utilisé dans les chambres à gaz, les nazis donnent l'ordre de retirer le parfum, en violation de la loi allemande. Pour diminuer les frais, Degussa vend les droits de marché à deux intermédiaires : la Heerdt et Linger GmbH (Heli cofondée par le chimiste Walter Heerdt et le commercial Johann Lingler) et Tesch et Stabenow (en) (Tesch und Stabenow, Internationale Gesellschaft für Schädlingsbekämpfung m.b.H. cofondée par le chimiste Bruno Tesch et l'homme d'affaires Paul Stabenow) ou Testa de Hambourg. Ces deux firmes étendent leurs ventes le long de l'Elbe avec Heli ayant ses clients vers l'ouest et Testa vers l'est.
Selon l'historienne Annie Lacroix-Riz, une usine établie en France (la filiale franco-allemande du groupe Ugine, à Villers-Saint-Sépulcre dans l'Oise) aurait fortement augmenté les quantités de Zyklon B fabriquées entre 1940 et 1944 passant d'une tonne annuelle en 1940, à un pic de 37 tonnes pour le seul mois de juin 1944, ce qui pour l'historienne laisserait penser que la production n'était alors plus uniquement destinée à la désinfection des locaux, mais également aux chambres à gaz nazies. L'utilisation pour la Shoah de Zyklon B produit en France est cependant contestée par d'autres historiens comme Robert Paxton ou Hervé Joly, lequel s'élève contre l'interprétation abusive des documents que fait Annie Lacroix-Riz ; il n'y a pas de raisons valables pour croire qu'une partie de la production de l'usine de Durferrit-Sofumi (société en partenariat Ugine-Degussa) soit allée vers les camps de la mort nazis. Cette opinion est renforcée par un autre historien, Denis Peschanski, qui précise que, vu les quantités utilisées à Auschwitz, il n'y avait aucun besoin d'approvisionnement supplémentaire venant de France.
Le produit a continué d'être vendu après la guerre sous les noms commerciaux de Cyanol et Cyanosil, respectivement en Allemagne de l'Est et de l'Ouest.
En France encore, le Zyklon B a été homologué en 1958 sous le numéro 5800139 pour la protection des semences de céréales et la protection des céréales stockées. Ce produit commercial de la compagnie « L'Éden Vert » a été interdit en 1988. Le Zyklon B est encore produit en République tchèque à Kolín sous le nom de « Uragan D2 », et vendu pour la lutte contre les insectes et les rongeurs. Ce dernier produit a été autorisé en France de 2010 à 2019.
Une variante commerciale, du nom de Zyklon, était encore homologuée en France jusqu'en 1997 pour la désinsectisation de locaux de stockage.

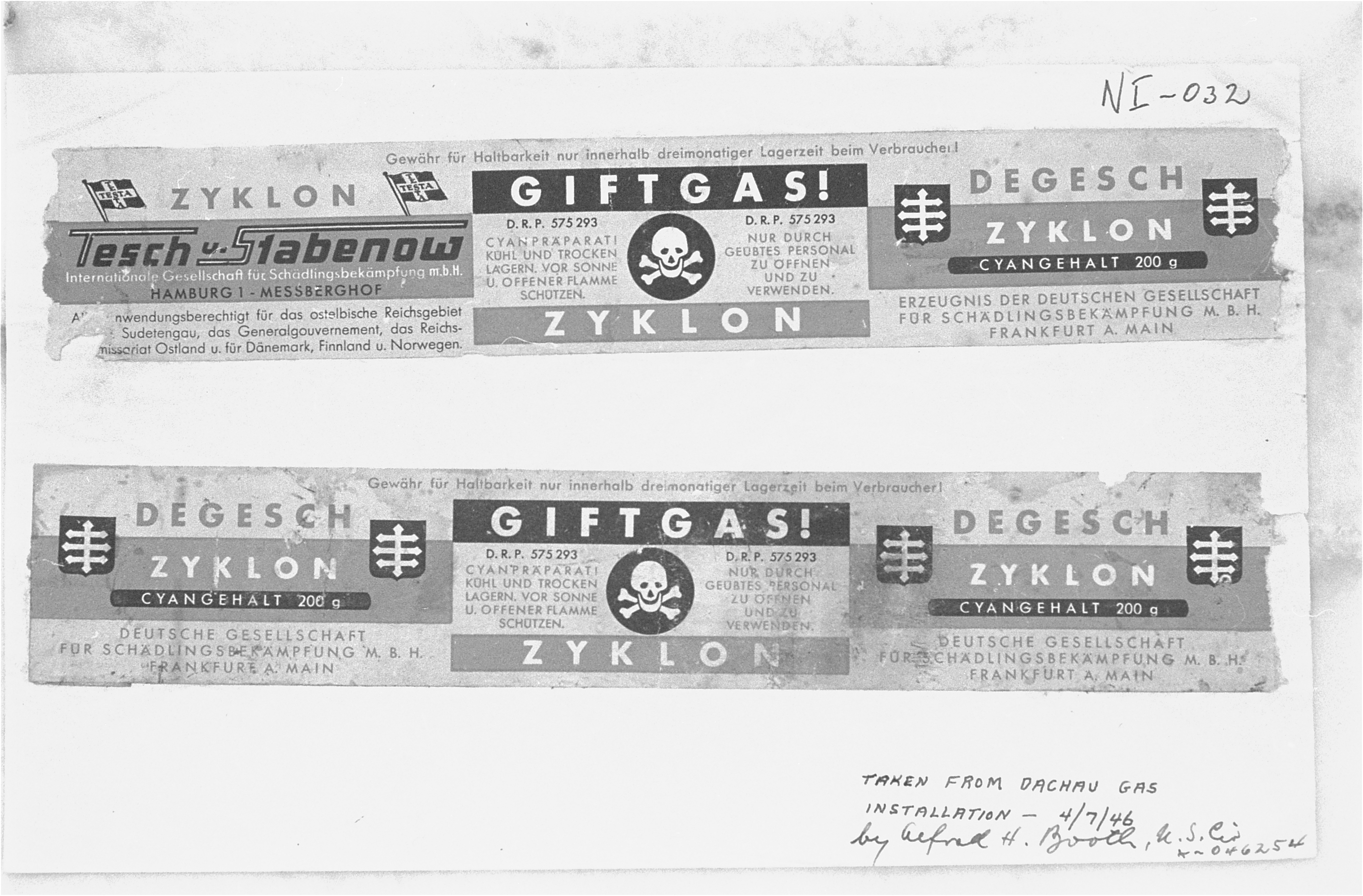
Étiquette de boîte allemande de Zyklon B, en 1946. On peut lire : « Gaz toxique, ne doit être ouvert que par des personnes expérimentées. »

## Utilisation par les nazis

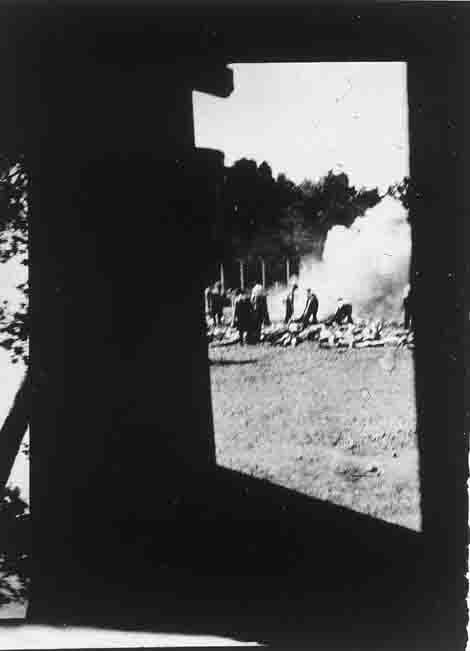
Auschwitz. Crémation de cadavres dans une fosse, vue à travers la porte de la chambre à gaz du Krematorium V, août 1944 ; voir Photographies du Sonderkommando.

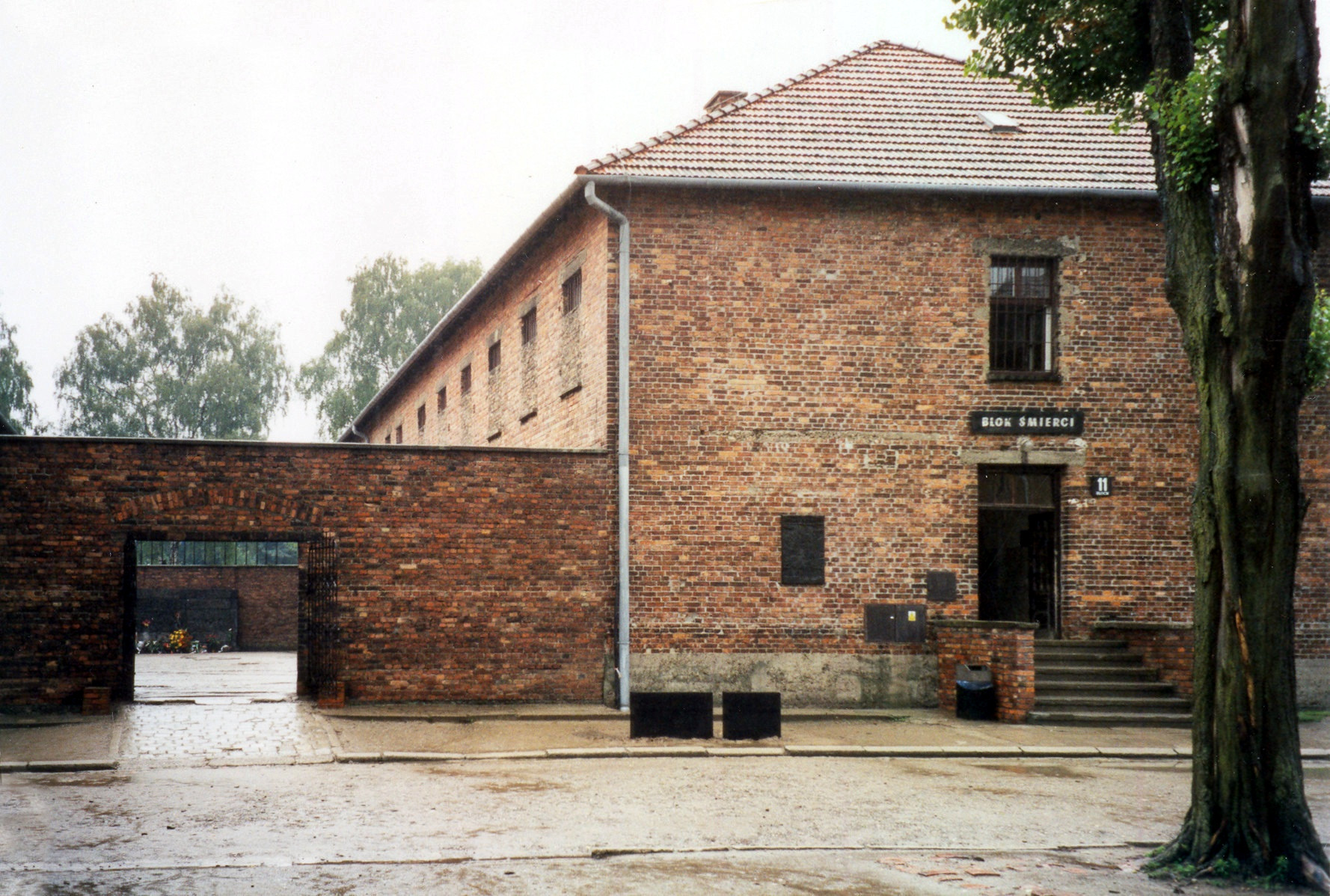
Auschwitz, block 11.

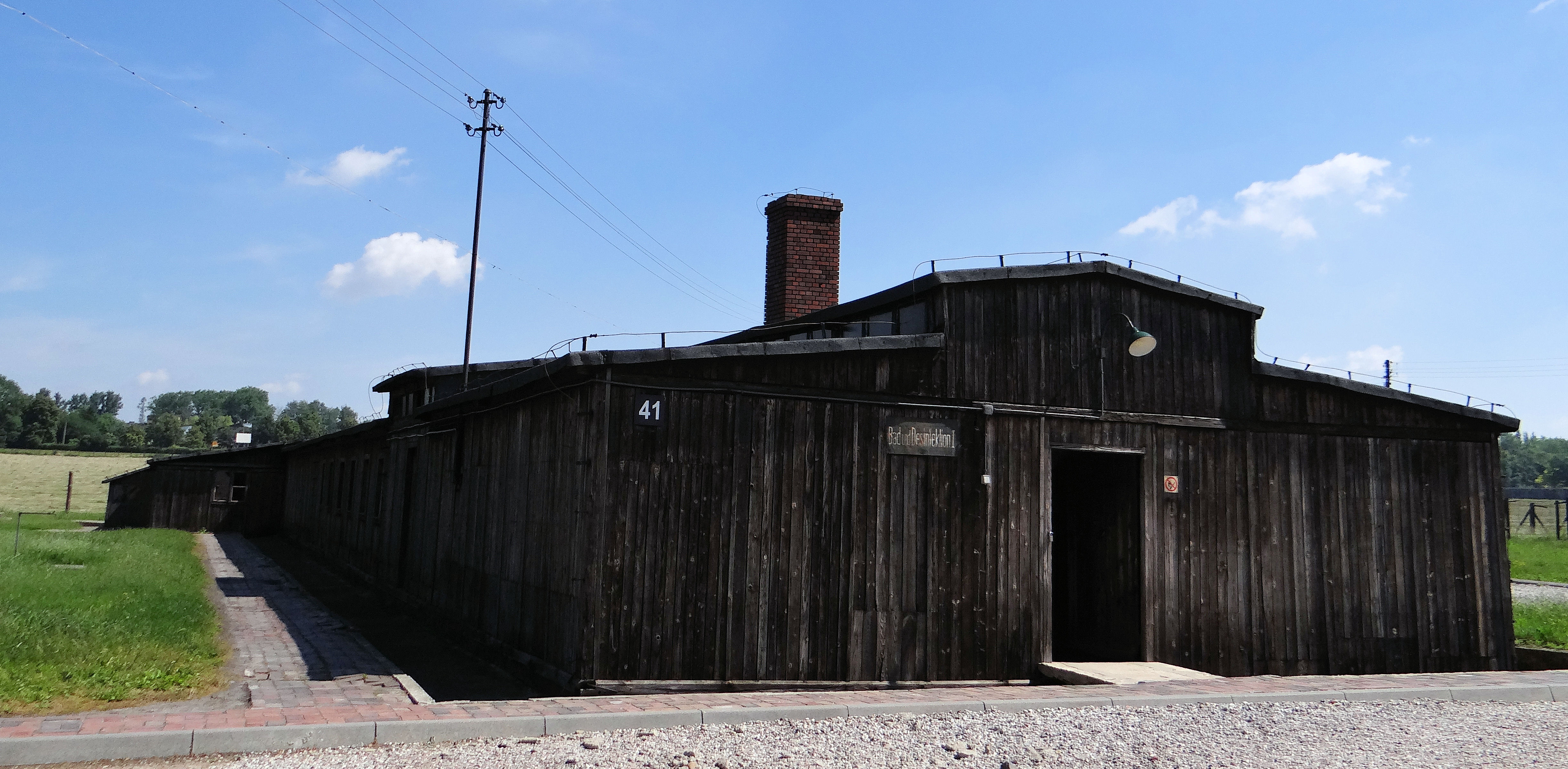
Majdanek, bains et chambre à gaz, en 2013.

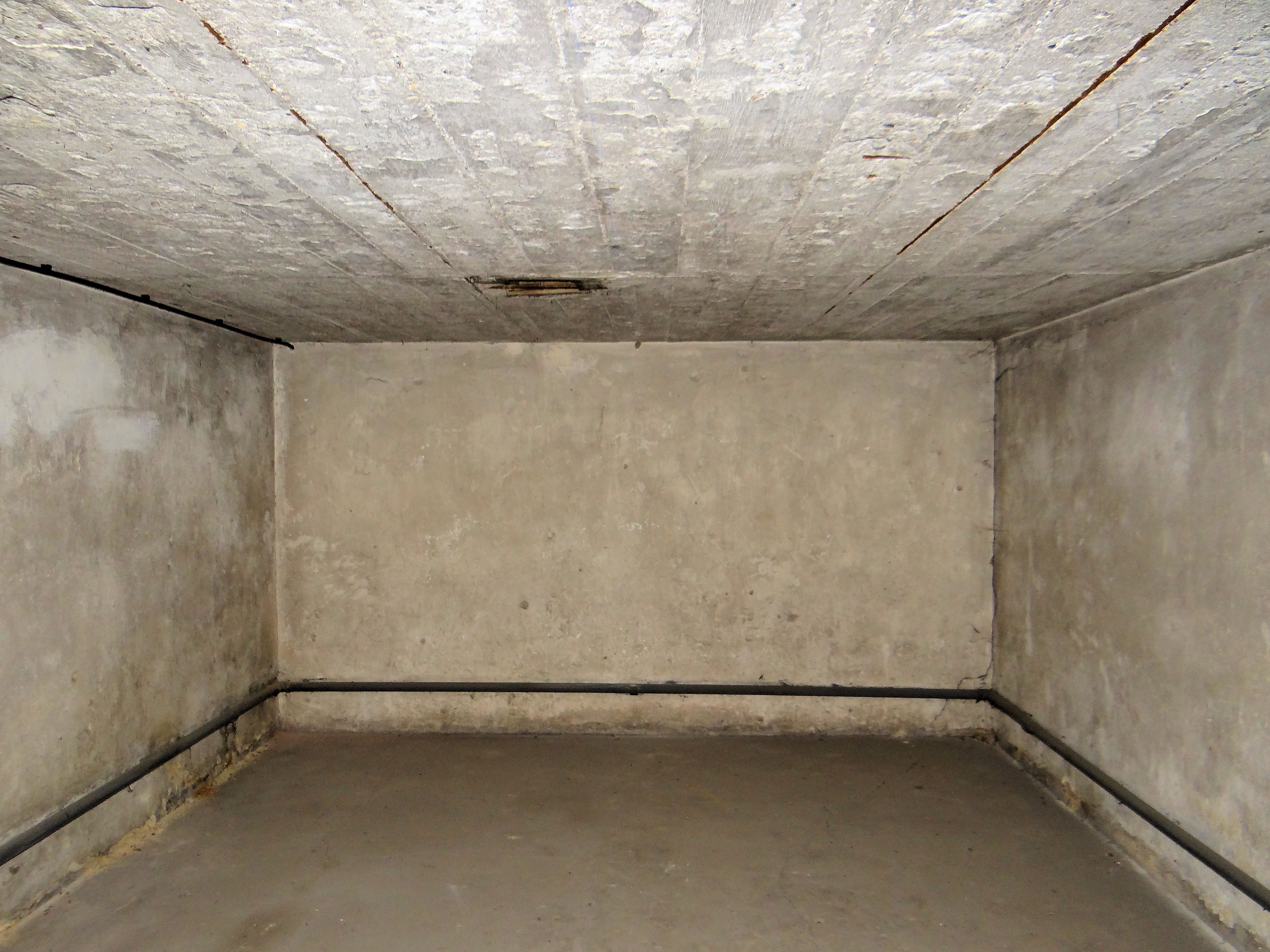
Majdanek, bains et chambre à gaz, en 2013.

Dans leur recherche d'une méthode d'extermination de masse, les nazis testent le Zyklon B le 3 septembre 1941 dans les locaux disciplinaires de la cave du Block 11 sur des prisonniers soviétiques dans le camp souche appelé Auschwitz I à Auschwitz. Rudolf Höß, le commandant d'Auschwitz, juge le procédé plus efficace que le monoxyde de carbone produit par les gaz d'échappement d'un moteur de char russe en usage dans les camps d'extermination de l'opération Reinhard et l'adopte pour le génocide des Juifs et des Tziganes à Auschwitz. Il est plausible que Rudolf Höß ait fait une confusion involontaire mais constante de date, comme on retrouve constamment 1941 au lieu de 1942 tant dans ses témoignages que dans ses mémoires librement écrits, et que les camps de l'action Reinhard n'ont commencé leurs actions que début 1942.
Les nazis construisent des chambres à gaz dans des centres d'extermination, qui permettent de gazer en même temps plusieurs centaines, voire plusieurs milliers, de personnes à l'aide du Zyklon B. Ils utilisent les chambres à gaz à Auschwitz jusqu'en novembre 1944, et jusqu'au 28 avril 1945 à Mauthausen.
Les victimes, après avoir été enfermées dans des salles hermétiquement closes, sont mises en contact avec le Zyklon B par insertion de ce dernier soit par des cheminées à couvercle (pour les chambres à gaz souterraines), soit par des fenêtres aux volets hermétiques fermant de l'extérieur. Dans une chambre à gaz, la mort survient entre 3 et 10 minutes après l'introduction du produit. Après vingt minutes maximum, plus personne ne bouge. Selon que la pièce est équipée d'une ventilation ou pas, celle-ci est activée afin de faire disparaître les résidus d'acide cyanhydrique, puis les Sonderkommandos, eux-mêmes des esclaves concentrationnaires, entrent. Dans le cas de chambres à gaz non équipées de systèmes de ventilation, ils sont munis de masques à gaz. Ils ont pour mission de sortir les cadavres, d'en arracher les dents en or, de les incinérer (dans des fours ou dans des fosses d'incinération). Ils nettoient également les chambres à gaz, le plus souvent au moyen de jets d'eau.
Les personnes gazées, à la recherche de l'air restant, sont souvent retrouvées en piles s'élevant jusqu'au plafond : les plus faibles (enfants, personnes âgées) généralement en bas.
L'agonie est douloureuse (à coup sûr comme le produit entraîne une asphyxie, mais éventuellement de plus en raison du produit irritant ajouté par le fabricant, la Degesch, au moment de la confection des cristaux de Zyklon B : le Zyklon B étant officiellement un désinfectant très dangereux à manipuler (en raison de sa haute toxicité), il faut lui ajouter un produit qui signale aux personnes chargées de la désinfection des locaux que du Zyklon B s'évapore (soit dans la pièce à désinfecter soit d'un emballage défectueux)). Ayant compris à quoi servent en réalité les quantités astronomiques commandées, et dans un effort de limiter les souffrances chez les victimes d'un système criminel qu'il ne peut dompter, l'un des officiers nazis chargé des achats centralisés à Berlin, Kurt Gerstein, demande à la Degesch de ne plus mettre d'irritant dans les boîtes qui lui sont livrées ; cette requête inhabituelle met la puce à l'oreille du directeur de la fabrique sur la véritable utilisation de son produit, sans pour autant le faire réagir plus avant. On ne sait rien de la prise de conscience de la part des ouvriers.
Le cyanure d'hydrogène, ou acide cyanhydrique, dégagé par le Zyklon B étant un gaz très volatil, son évacuation (par système de ventilation dans les chambres à gaz souterraines ou ventilation naturelle par courants d'air) est suffisamment rapide pour permettre plusieurs opérations de gazage (Sonderbehandlung) en une journée.
Selon l'ouvrage Die Zahl der Opfer von Auschwitz. Aufgrund der Quellen und der Erträge der Forschung de Franciszek Piper, historien du musée national d'Auschwitz, il y a eu au moins un million de Juifs gazés avec le Zyklon B à Auschwitz II (Birkenau), soit pendant trois ans, entre février 1942 et novembre 1944, une moyenne de 980 personnes juives par jour, dans 6 chambres à gaz dont la plus grande fait 237 m2.